# Oliver Bücher
Oliver Bücher (* 6. Mai 1961) ist ein ehemaliger deutscher Fußballprofi.

## Laufbahn
Das Torwarttalent Bücher wurde 1979 aus der Jugend von Fortuna Düsseldorf von dem damaligen Fortunen-Coach Hans-Dieter Tippenhauer in den Profikader geholt. Dort hatte er es mit starker Konkurrenz zu tun, unter anderem mit Jörg Daniel, so dass ihm zunächst nur eine Reservistenrolle blieb. Trotzdem kam Bücher zu zwei Ligaeinsätzen in seiner ersten Saison als Profispieler.
In der Saison 1981/82 lieferte sich Bücher einen erbitterten Zweikampf mit Horst Dreher um die Stammposition im Düsseldorfer Tor. Bücher kam auf 19 Einsätze und war ab dem 20. Spieltag die Nummer eins unter Trainer Jörg Berger. Im folgenden Jahr jedoch büßte er diese Position wieder ein und brachte es nur auf einen Ligaeinsatz. Anschließend wechselte er in den Amateurbereich. Von 1983 bis 1985 spielte er für Olympia Bocholt in der Oberliga Nordrhein.

## Erfolge
- 1980 DFB-Pokalsieger mit Fortuna Düsseldorf